# 11219 Бенбон
11219 Бенбон (11219 Benbohn) — астероїд головного поясу, відкритий 10 травня 1999 року.
Тіссеранів параметр щодо Юпітера — 3,536.